# Burgthann

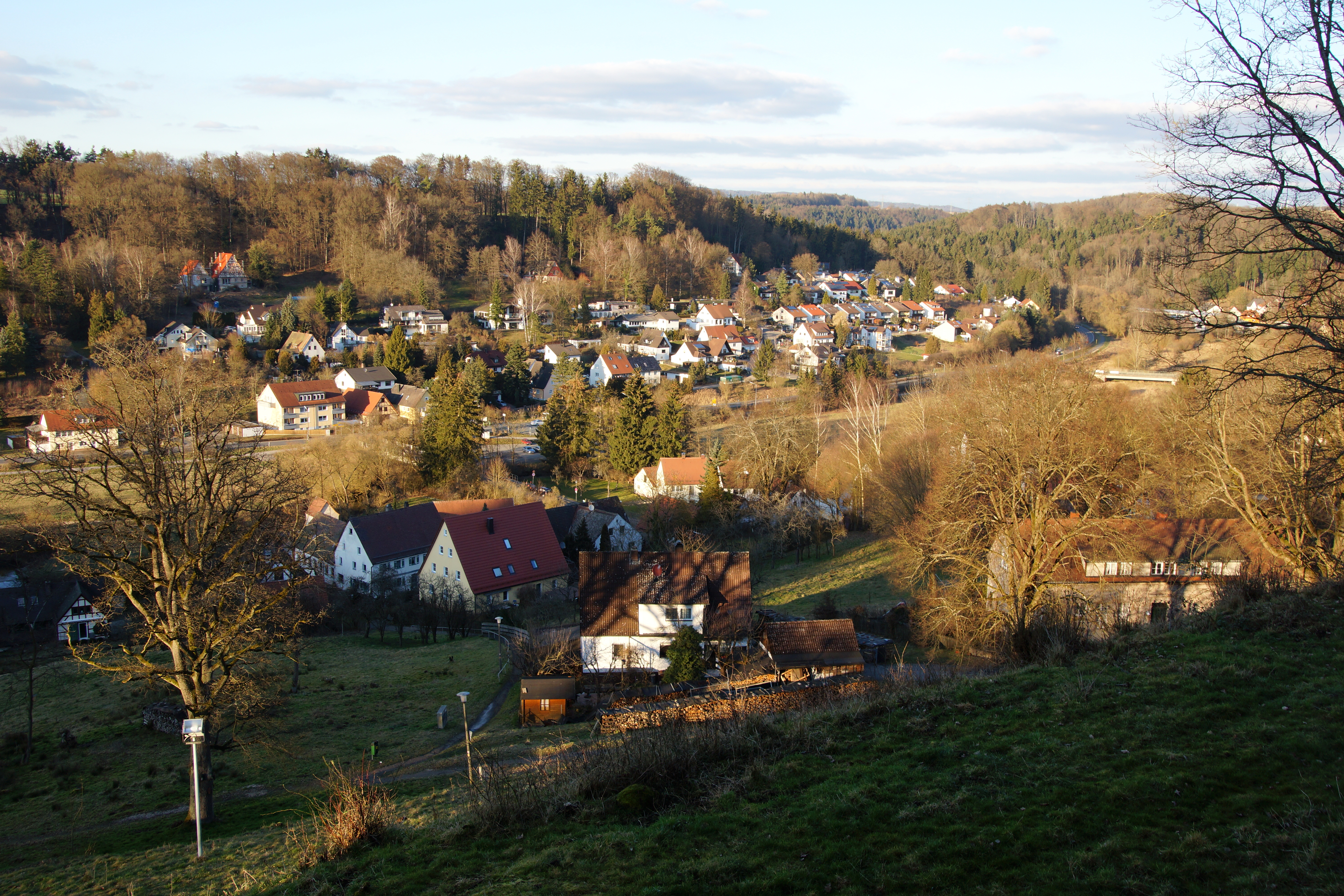
Sicht vom Burgberg auf das Burgthanner Tal

Burgthann (Fränkisch: „Burchdann“) ist eine Gemeinde im mittelfränkischen Landkreis Nürnberger Land in Bayern.

## Geographie

### Lage

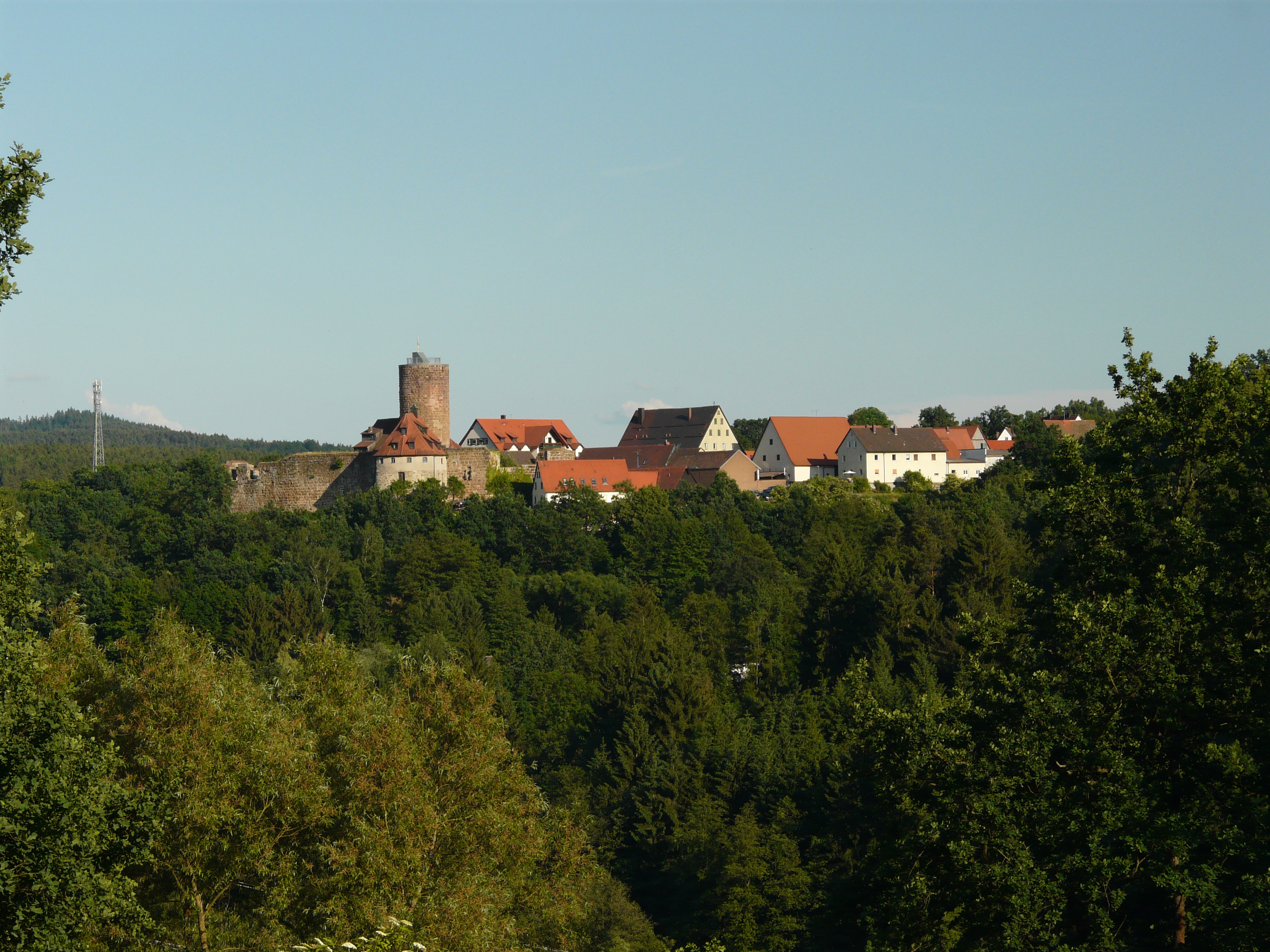
Burg Thann und der Ort

Die Gemeinde Burgthann liegt ca. 20 Kilometer südöstlich von Nürnberg zwischen dem Ludwig-Donau-Main-Kanal und dem Flüsschen Schwarzach. Sie ist die sich am weitesten nach Süden erstreckende Gemeinde des Landkreises Nürnberger Land, im Süden und Osten grenzt sie an den Regierungsbezirk Oberpfalz.

### Gemeindegliederung
Die Gemeinde Burgthann hat 17 Gemeindeteile (in Klammern ist der Siedlungstyp angegeben):
- Bachmühle (Weiler)
- Burgthann (Pfarrdorf)
- Dörlbach (Dorf)
- Ezelsdorf (Kirchdorf)
- Großvoggenhof (Dorf)
- Grub (Dorf)
- Heinleinshof (Weiler)
- Mimberg (Dorf)
- Oberferrieden (Pfarrdorf)
- Osterhof (Weiler)
- Pattenhofen (Dorf)
- Peunting (Dorf)
- Rübleinshof (Siedlung)
- Schwarzenbach (Dorf)
- Steinbach (Dorf)
- Unterferrieden (Kirchdorf)
- Westhaid (Weiler)

Es gibt auf dem Gemeindegebiet die Gemarkungen Burgthann, Dörlbach, Ezelsdorf, Grub, Oberferrieden (Gemarkungsteil 0), Schwarzenbach und Unterferrieden. Die Gemarkung Burgthann hat eine Fläche von 7,531 km². Sie ist in 3658 Flurstücke aufgeteilt, die eine durchschnittliche Flurstücksfläche von 2058,73 m² haben. In ihr liegen neben dem namensgebenden Ort die Gemeindeteile Mimberg und Pattenhofen.

### Nachbargemeinden
Nachbarkommunen sind Altdorf bei Nürnberg im Norden, Berg bei Neumarkt in der Oberpfalz im Osten, Postbauer-Heng im Südosten, die Marktgemeinde Pyrbaum im Südwesten und Schwarzenbruck im Westen.

### Naturräumliche Zuordnung
Nach der naturräumlichen Gliederung Deutschlands (gemäß Meynen/Schmithüsen et al.) liegt Burgthann in der naturräumlichen Haupteinheitengruppe Fränkisches Keuper-Lias-Land, das Bestandteil des Südwestdeutschen Schichtstufenlandes ist (nach Ssymank). Das Gemeindegebiet von Burgthann befindet sich in der naturräumlichen Haupteinheit Vorland der mittleren Frankenalb.

### Geologie

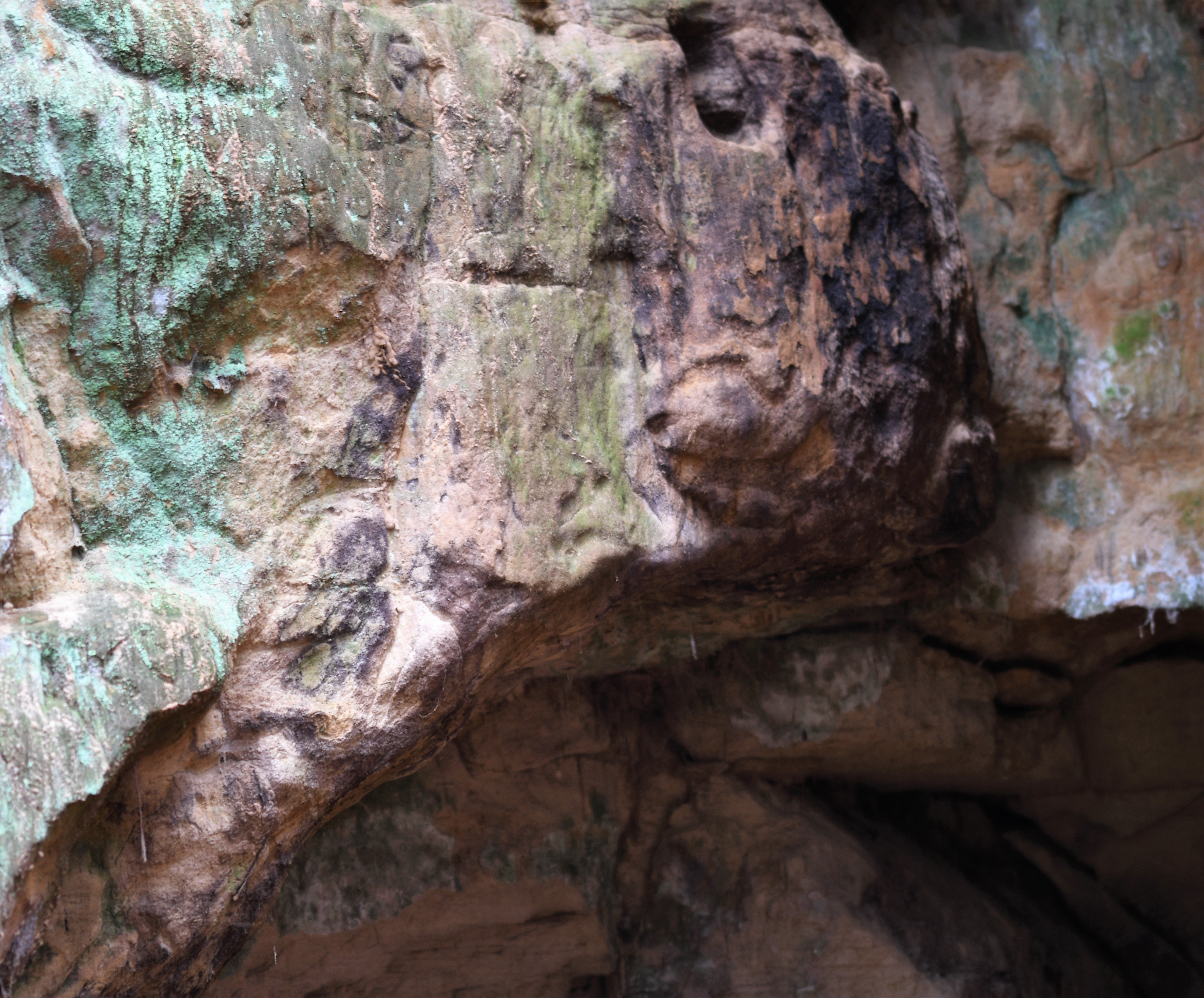
Eisensandstein (Dogger): Brentenberg bei Ezelsdorf (Burgthann)

Die Geologie des stark profilierten Burgthanner Landschaftsraumes wird durch Schichten des Keupers und des Lias (Schwarzer Jura) bestimmt. Im Südosten des Gemeindegebiets, der an die Oberpfalz angrenzt, sind zudem Schichten des Braunjuras (Dogger) dominierend. Im Schwarzachtal haben sich quartäre Talfüllungen abgelagert. Entlang der Schwarzach kommen die Feuerletten aus dem Mittleren Keuper (Trossingen-Formation) vor. Dieser tiefrote Tonstein und Tonmergelstein weist lokal konglomeratische Kalksteinbänke und -knollen sowie sandige Einlagerungen auf. Die Feuerletten und die darüberliegenden Rhätoliasschichten aus der Schwarzjura-Gruppe bilden die erste, zum Steilanstieg der Frankenalb vermittelnde Schichtstufe (Schichtstufenlandschaft).
Die höchste Schicht stellt der Dogger im Gemeindegebiet dar. Ein Höhenzug verläuft von Westhaid in Richtung Gespannberg. Östlich von Ezelsdorf, Osterhof führt ein bogenförmiger Dogger-Ausläufer zum Gespannberg. Der Hochpunkt dieser hügeligen Landschaft bildet der östlich des Gemeindegebiets befindliche Dillberg, dessen Gipfel aus Schichten der Weißjura-Gruppe (Malm) aufgebaut ist und eine Höhe von 595 m ü. NHN aufweist.
Der östlich von Ezelsdorf gelegene Brentenberg stellt die höchste Erhebung im Burgthanner Gemeindegebiet mit einer Höhe von 576 m ü. NHN dar. Der Brentenberg besteht aus Dogger-Schichten der Eisensandstein-Formation. Der Dogger Beta-Eisensandstein wurde vor rund 174 bis 170 Millionen Jahren in einem flachen Meer abgelagert und kann zwischen 20 und 80 Meter mächtig sein. Das Eisen wurde bereits frühzeitig von Menschen genutzt.

### Klima
Die Gemeinde liegt in der kühl-gemäßigten Klimazone und weist ein humides Klima auf. Die Burgthanner Landschaftsräume befinden sich im Übergangsbereich zwischen dem feuchten atlantischen und dem trockenen Kontinentalklima. Nach der Klimaklassifikation von  Köppen/Geiger zählt Burgthann zum gemäßigten Ozeanklima (Cfb-Klima). Dabei bleibt die mittlere Lufttemperatur des wärmsten Monats unter 22 °C und die des kältesten Monats über −3 °C. Die Lias-Dogger-Landschaft erwärmt sich im Frühjahr und Herbst schneller als die wiesengeprägten Aueflächen entlang des Schwarzachtales.

## Geschichte

### Mittelalter, Frühe Neuzeit und 19. Jahrhundert
Die Gründung der Gemeinde geht auf das 12. Jahrhundert zurück, als es im Umfeld der dort errichteten Burg Thann zur Gründung mehrerer Siedlungen kam. 1335 fiel das heutige Stadtgebiet an die Burggrafschaft Nürnberg. Während des Ersten Markgrafenkriegs (1449–1450) und im Dreißigjährigen Krieg (1618–1648) kam es zu zahlreichen Kampfhandlungen im Ort, welche die dortigen Bauten stark in Mitleidenschaft zogen. 1791 fiel das Stadtgebiet wiederum an Preußen; 1796 besetzten preußische Husaren Burgthann und das Umland. 1806 kam der Ort wieder unter bayrische Verwaltung.

### 20. Jahrhundert
In der Endphase des Zweiten Weltkriegs gab es zu zahlreiche Tieffliegerangriffe der Alliierten. Dabei wurden am 20. und 28. Februar 1945 auch Reisezüge auf der nahen Bahnstrecke Burgthann–Mimberg getroffen; die dabei Getöteten wurden auf dem örtlichen Friedhof begraben. Im April bereitete sich der Volkssturm auf Kämpfe mit der näherrückenden US-Armee vor und legte Schützengräben an. Am 16. April rückten amerikanische Truppen über Altenthann heran und forderten vorab, dass als Zeichen der Kapitulation weiße Flaggen oder Tücher gehisst werden sollten. Am 17. April zogen jedoch Soldaten der 17. SS-Panzergrenadier-Division „Götz von Berlichingen“ in Burgthann ein und forderten von Bürgermeister Andreas Fischer, seit 1935 im Amt, die Flaggen wieder abzunehmen. Als dieser sich weigerte, wurde er von einem Soldaten der Waffen-SS erschossen. Ein späterer Prozess gegen den Soldaten wurde 1958 eingestellt, da er nach damals gültigem Recht (konkret dem sogenannten „Flaggenbefehl“) gehandelt habe. Am 19. April gab es schwere Kämpfe um den Ort. Durch Straßenkämpfe und den Beschuss des Ortes wurden Dutzende Gebäude und Stallungen zerstört oder in Brand geschossen. Am Tag darauf verlagerten sich die Kämpfe in den heutigen Gemeindeteil Pattenhofen, ehe die SS-Truppen schließlich vertrieben wurden.
Im Jahr 1968 ersetzten Straßenbezeichnungen die „alten“ Hausnummerierungen, die 1796 eingeführt worden waren.

### Eingemeindungen
Im Zuge der Gebietsreform in Bayern wurden am 1. Januar 1972 die Gemeinden Dörlbach, Ezelsdorf, Grub, Oberferrieden, Schwarzenbach und Unterferrieden eingegliedert. Hinzu kam der vorher zur Gemeinde Altenthann gehörende Gemeindeteil Pattenhofen.

## Politik
- CSU: 9
- SPD: 4
- Grüne: 4
- FW: 6
- WG Grub: 1

### Gemeinderat
Der Gemeinderat besteht aus 24 Gemeinderäten und dem Ersten Bürgermeister. Die Sitzverteilung nach den vergangenen drei Wahlen zeigt folgende Tabelle:
|      | CSU | SPD | Grüne | FWG | WG Grub | Gesamt   |
| ---- | --- | --- | ----- | --- | ------- | -------- |
| 2008 | 12  | 6   | 2     | 3   | 1       | 24 Sitze |
| 2014 | 11  | 6   | 3     | 3   | 1       | 24 Sitze |
| 2020 | 9   | 4   | 4     | 6   | 1       | 24 Sitze |

Das Ergebnis der Gemeinderatswahl am 15. März 2020 ist in den nebenstehenden Diagrammen dargestellt.

### Bürgermeister
Heinz Meyer (CSU) wurde am 15. März 2020 mit 57,7 % der Stimmen zum Bürgermeister von Burgthann gewählt.

### Wappen und Flaggen
|  |  |
|  |  |

| | Blasonierung: „Geviert von Silber und Schwarz; aufgelegt ein goldener Schild, darin eine bewurzelte grüne Tanne.“ |
| Wappenbegründung: Die Tanne steht redend für den Ortsnamen, der Burg im oder am Tannenwald bedeutet. Sie erinnert zugleich an die Herren von Thann, die einstigen Ortsherren, die hier um 1260 ihre Stammburg errichteten. Die Vierung von Silber und Schwarz weist auf die zollerischen Burggrafen von Nürnberg, Lehensherren seit 1288 bis zum Ende des Alten Reichs. Sie richteten im Ort ein Amt, später ein Oberamt ein und schufen damit einen Verwaltungsmittelpunkt. Die Flaggen bestehen aus zwei gleich breiten Querstreifen, oben gelb, unten grün; sie zeigen das Gemeindewappen auf der Hissflagge in der Mitte, auf der Bannerflagge leicht nach oben versetzt. Wappen und Bannerflagge wurden am 4. Oktober 1968 vom Innenminister Bayerns genehmigt. | |

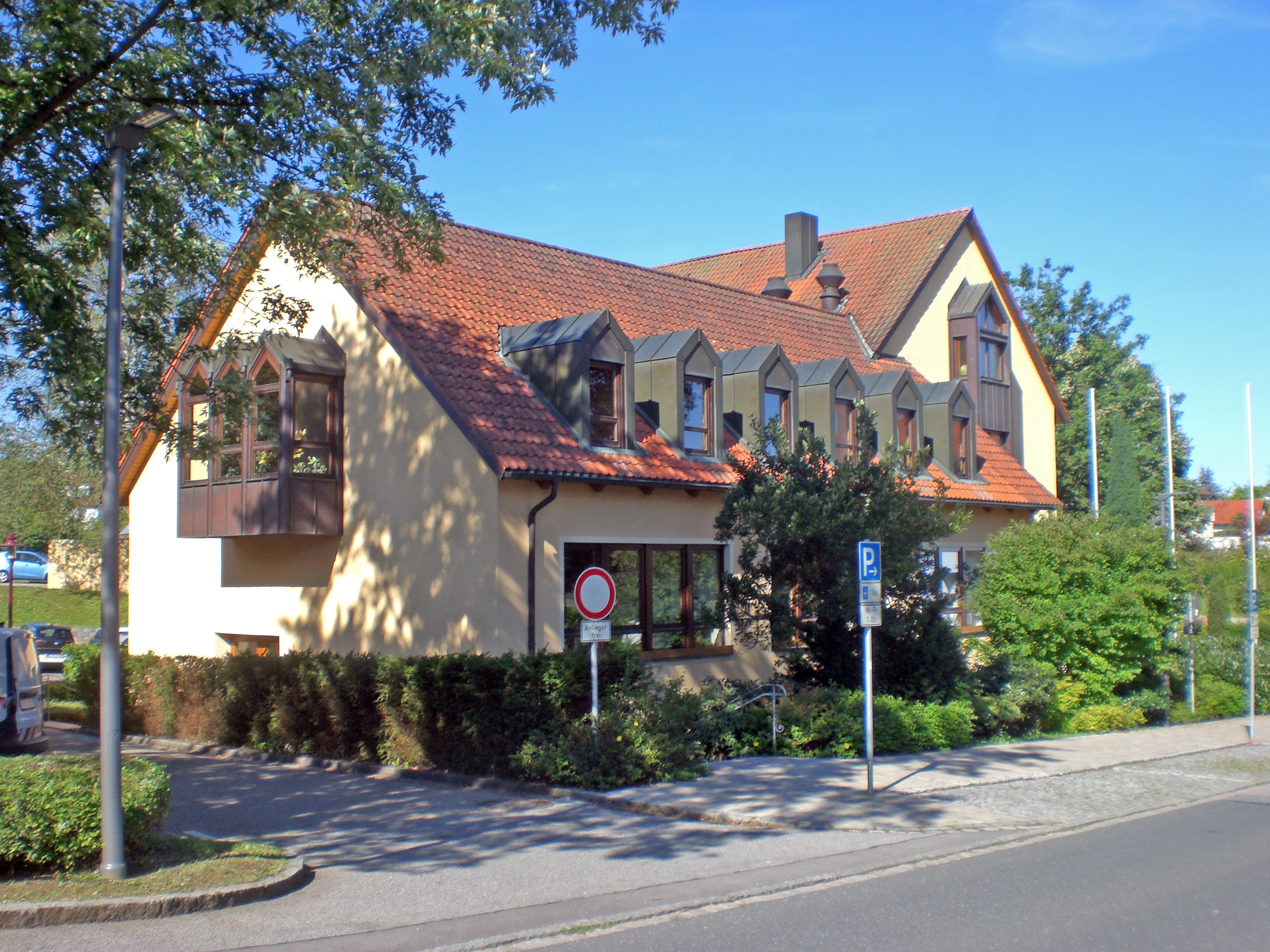
Rathaus von Burgthann

### Partnergemeinden
- Châteauponsac (Nouvelle-Aquitaine, Frankreich), seit 1989
- Sankt Ruprecht an der Raab (Steiermark, Österreich), seit 1994

## Verkehr
Die Bahnhöfe in Burgthann liegen an der Bahnstrecke Nürnberg–Regensburg und sind seit Ende 2010 an die S-Bahn Nürnberg angeschlossen. In Burgthann befindet sich eine S-Bahn-Station der Linie S1 Nürnberg Hbf – Neumarkt (Oberpfalz).
Von 1902 bis 1973 zweigte von Burgthann die heute stillgelegte und vollständig abgebaute Bahnstrecke Burgthann–Allersberg („Allersberger Bockl“) nach Allersberg ab.
Die Bundesstraße 8 quert den südlichen Teil des Gemeindegebietes.
Um Burgthann gibt es nahe Anschlussstellen (AS) an das Bundesautobahnnetz: die AS Altdorf/Burgthann an die A 3 in etwa 5 km Entfernung im Nordosten, die AS Altdorf/Leinburg an die A 6 in etwa 9 km Entfernung in selber Richtung, die AS Feucht an der A 9 etwa 9 km im Westen, die über das nahe Autobahndreieck Nürnberg/Feucht den Wechsel auf die A 73 erlaubt (alle Entfernungen auf der Straße vom Dorf Burgthann aus gerechnet).
In den Nächten an Wochenenden und vor Feiertagen, wird das Gemeindegebiet fast flächendeckend durch den VAG-Nightliner N15 von und nach Nürnberg bedient.

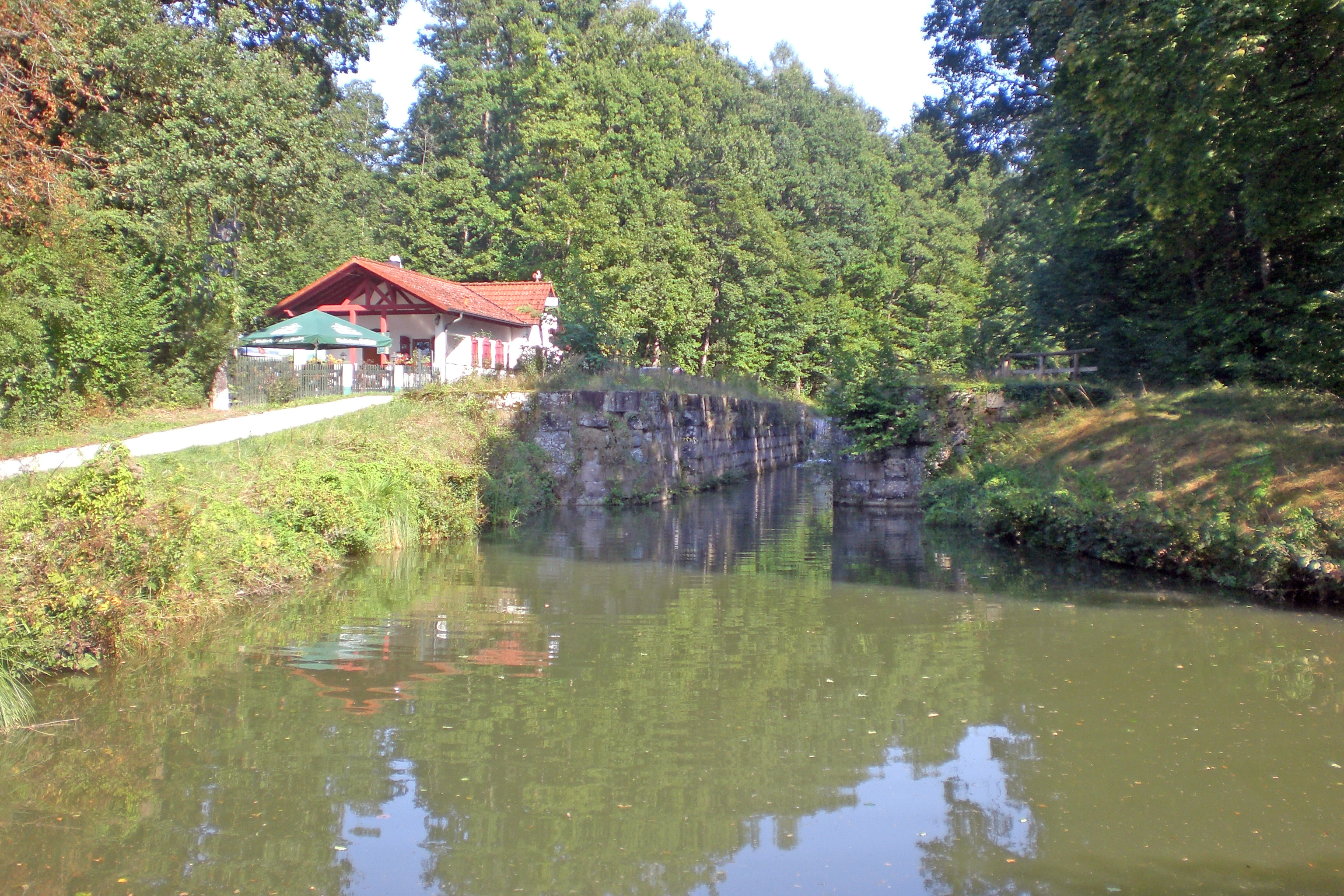
Schleuse 35 am Ludwig-Donau-Main-Kanal (2024)

Der Ludwig-Donau-Main-Kanal hat auf dem Gebiet der Gemeinde drei Schleusen.

## Wirtschaft
Im Gemeindegebiet sind vier Gewerbegebiete mit einer Fläche von insgesamt 37 Hektar ausgewiesen mit den Namen Ezelsdorf (4,4 ha), Am Breitenstock (5,5 ha), Am Espen (7,5 ha) und Espenpark (19,6 ha).
Der Hebesatz für die Gewerbesteuer beträgt 320 % (Stand 2021).
Im heutigen Ortszentrum wurde am 23. November 1970 ein Schulungszentrum des LBB eröffnet, das bis 1999 bestand. Auf dem ehemaligen Gelände der Bauschule befindet sich heute ein Lebensmitteldiscounter sowie das neue Wohngebiet „Hirschberger Gärten“.

## Kultur und Sehenswürdigkeiten

### Religion
- Evangelisch-Lutherisch

Johanneskirche

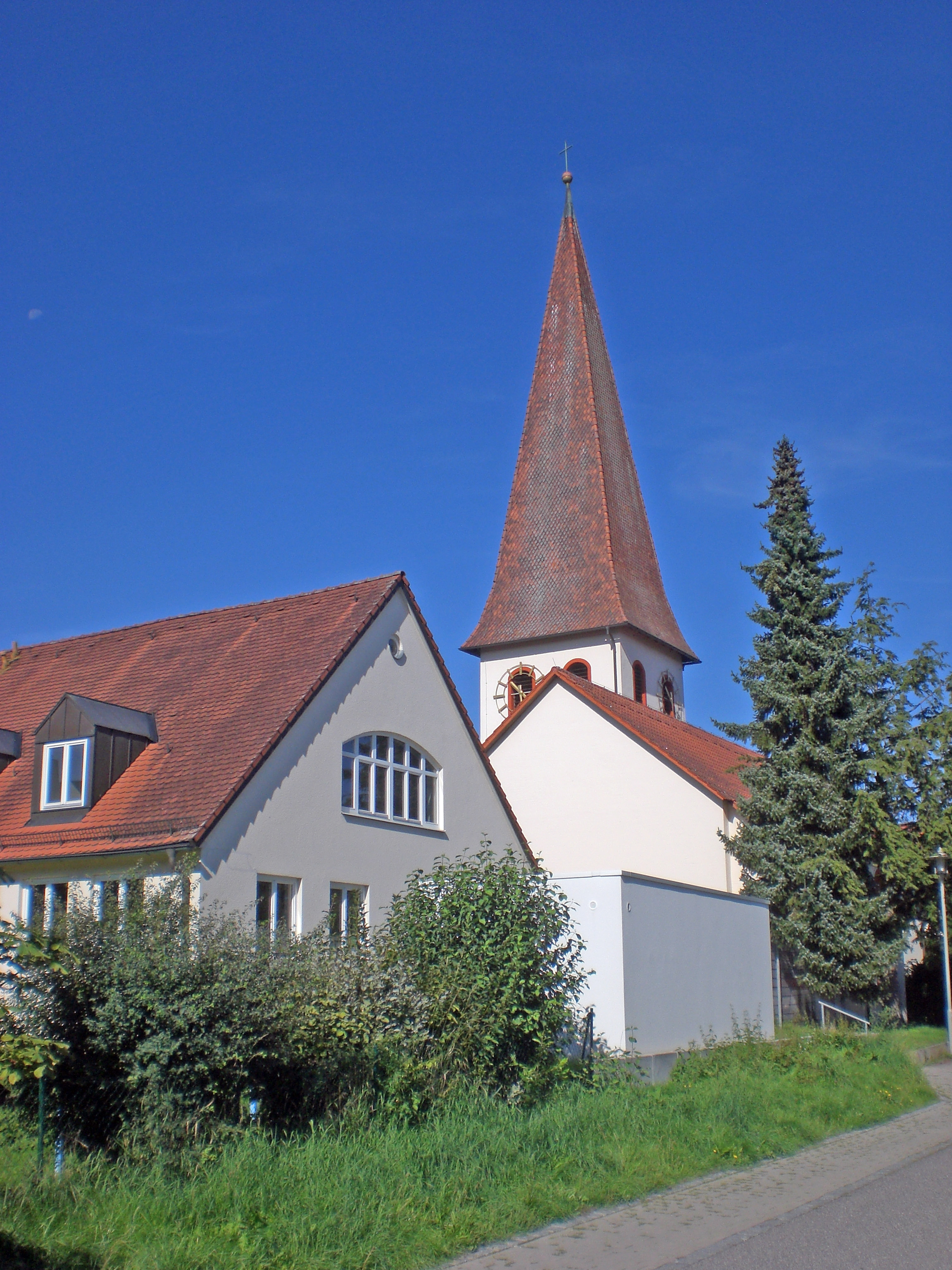
Evangelische Johanneskirche

Diese evangelische Kirche wurde 1961 eingeweiht und ist dem Apostel Johannes gewidmet. Sie zeichnet sich durch einen fast 40 Meter hohen Turm und ein markantes Zeltdach aus Lärchenholz aus. Die Altarwand ziert ein Fresko des Künstlers Kurt Kolbe. Aktuell ist die Kirche aufgrund eines Schadens an der Deckenverkleidung im Kirchenschiff bis auf Weiteres gesperrt. Gottesdienste finden derzeit im Evangelischen Gemeindehaus Burgthann oder an Alternativorten statt.
 Marienkirche Oberferrieden
Die Marienkirche in Oberferrieden ist eine evangelisch-lutherische Kirche mit einer reichen Geschichte, die bis ins 14. Jahrhundert zurückreicht. Erstmals urkundlich erwähnt wurde sie in päpstlichen Schutzbriefen von 1179 und 1186, in denen eine Kirche in "Varriden" als Besitzung des Domkapitels zu Eichstätt bestätigt wurde. 
Im Laufe der Jahrhunderte wurde die Kirche mehrfach umgebaut und renoviert. 1712/13 erfolgte der Neubau des Langhauses, und 1900 wurde eine Portalvorhalle im Stil der Neurenaissance hinzugefügt. 1957 fand eine umfassende Erneuerung des Baus statt. Die Kirche ist der Mutter Jesu, Maria, gewidmet und steht als geschütztes Baudenkmal unter Denkmalschutz.
Ein bemerkenswertes Kunstwerk in der Kirche ist das Gemälde "Auferstehung Christi" des Nürnberger Malers Christian Friedrich Fues (1772–1836), das 2016/17 restauriert wurde und seitdem wieder in neuem Glanz erstrahlt.
- Katholisch

Kirche Christkönig

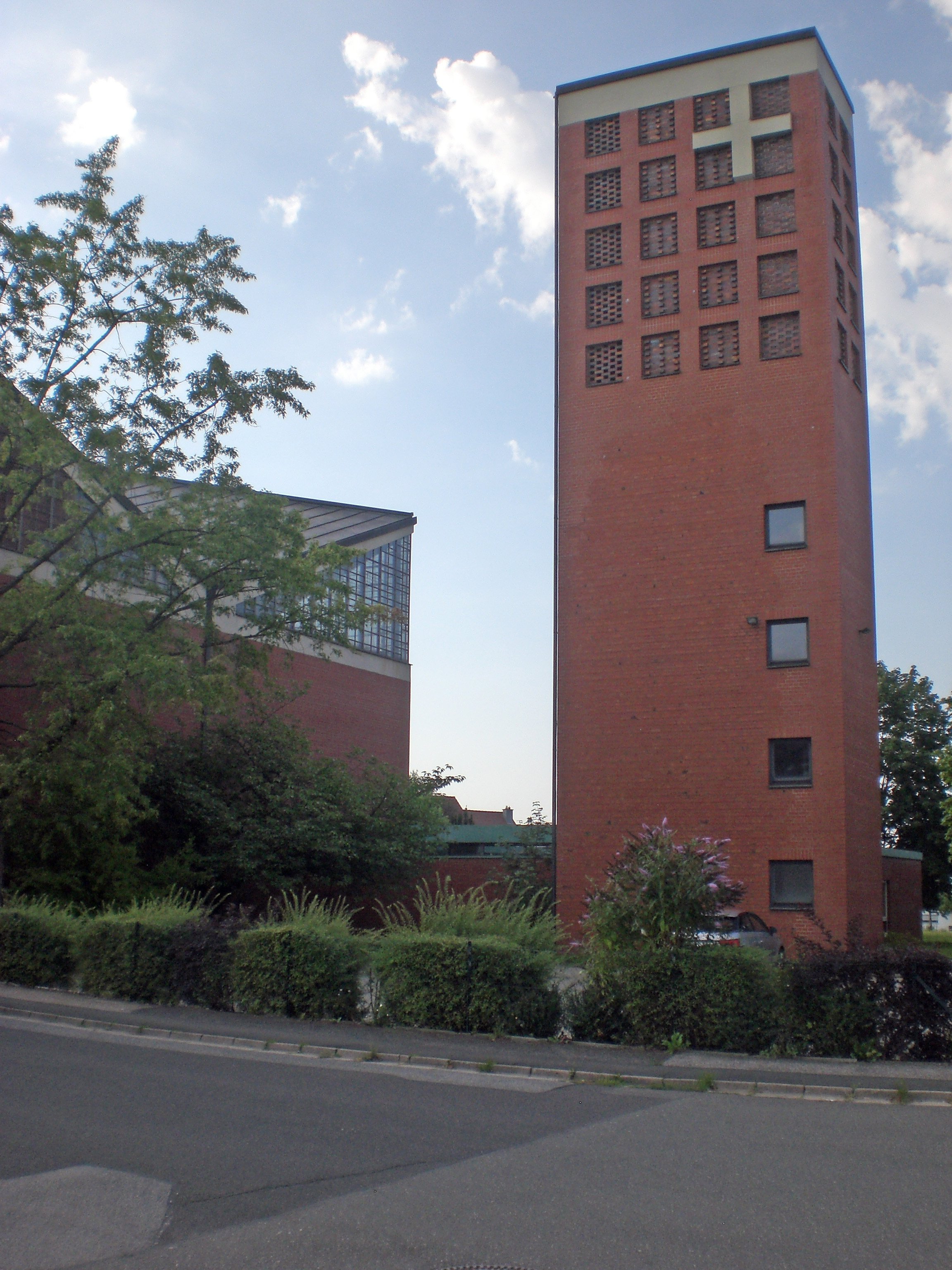
Katholische Kirche Christkönig

Die katholische Christkönigkirche wurde am 14. Juni 1964 geweiht und ist seither ein markantes Wahrzeichen des Ortes. Ihr rotes Sandsteingemäuer und die Krone auf dem Dach symbolisieren die Königswürde Christi. Die Kirche wurde als Antwort auf das Wachstum der katholischen Gemeinde nach dem Zweiten Weltkrieg errichtet und dient seitdem als zentraler Ort für Gottesdienste und Gemeindeveranstaltungen. Sie gehört zum Pfarrverband Altdorf.

### Bauwerke
Burg Thann

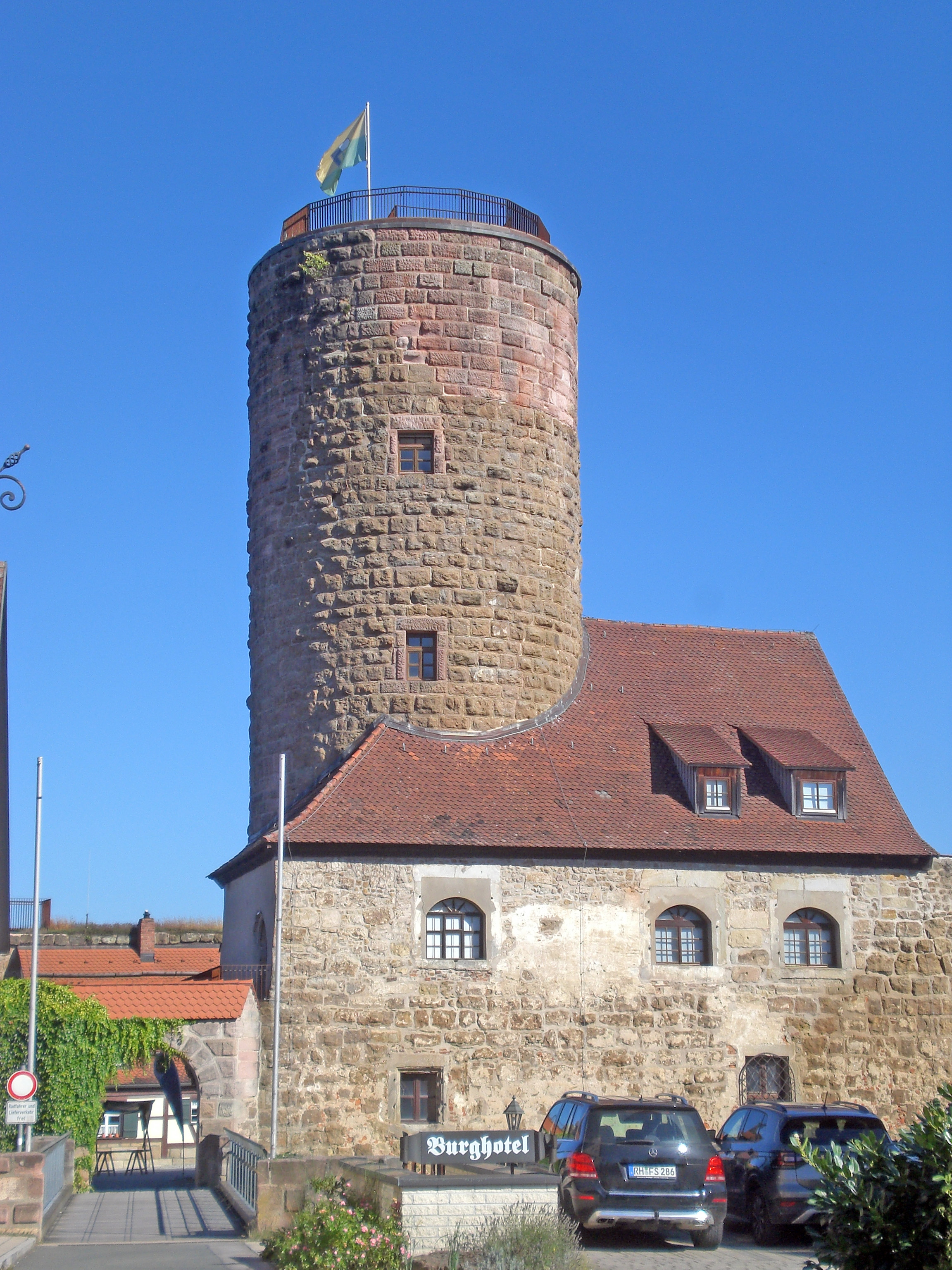
Burg in Burgthann

Zentrum ist die wahrscheinlich um 1160 erbaute, von der Fördergemeinschaft Burg Burgthann restaurierte Burg Thann, die auch das Heimatmuseum beherbergt. Der in Franken bekannte Raubritter Eppelein von Gailingen wurde dort 1381 für eine Nacht gefangen gehalten, bevor er an den Neumarkter Scharfrichter übergeben wurde.
Seit Juni 2010 können im Innenhof standesamtliche Trauungen durchgeführt werden.
Der sehenswerte Glockenturm zu Schwarzenbach steht im Burgthanner Ortsteil Schwarzenbach.

### Museen
Zum 150-jährigen Jubiläum des Ludwig-Donau-Main-Kanals im Jahr 1995 wurde auf der Burg Thann das Bayerische Ludwig-Donau-Main-Kanal-Museum eröffnet, das durch die Fördergemeinschaft Burg Burgthann betreut wird. Hier werden Unikate und Originale der Wasserwirtschaftsämter Nürnberg, Ansbach und Regensburg ausgestellt. Das Museum beherbergt unter anderem eine verkleinerte Kopie des Goldblechkegels von Ezelsdorf-Buch und die Nachbildung eines Dinosaurier-Schädels, der beim Bau des Ludwig-Donau-Main-Kanals nahe Dörlbach gefunden wurde.

### Kanal
Der Ludwig-Donau-Main-Kanal durchläuft das Gemeindegebiet von Burgthann. Neben den Schleusen 33, 34 und 35 befinden sich auch der Distellochdamm und Mühlbachdamm, ein Meisterwerk der historischen Ingenieurskunst, im Gemeindegebiet.
Ergänzend besteht die Möglichkeit, in den Sommermonaten mit dem Treidelschiff Elfriede den Kanal bei Schwarzenbach zu befahren.

## Persönlichkeiten
Zu den Persönlichkeiten, die in Burgthann gelebt und/oder gewirkt haben, gehören:
- Johann Jakob Cella, Jurist und Autor
- Ernst Moritz Engert, Künstler
- Alexandra Hildebrandt, Publizistin
- Hermann Moser, Künstler
- Ludwig Julius Traugott von Thüngen, Jurist

## Schutzgebiete
Große Teile des Gemeindegebietes sind Bestandteil des Landschaftsschutzgebietes Schwarzachtal mit Nebentälern (LSG-Nr. LSG-00587.01; WDPA-Nr. 396136). Das Schwarzachtal ist hier auch Teil des Natura2000 Fauna-Flora-Habitat-Gebiets NSG 'Schwarzach-Durchbruch' und Rhätschluchten bei Burgthann (FFH-Nr. 6633-371; WDPA-Nr. WDPA ID). Im Gemeindegebiet befinden sich zusätzlich zwei ausgewiesene geschützte Landschaftsbestandteile (GLB) und sechs Naturdenkmäler (ND).
- GLB Burgberg, ein Halbtrockenrasen mit Hecken und einer traditionellen Form der Beweidung
- GLB Sandgrube bei Heinleinshof, eine ehemalige Sandabbaufläche mit Verlandungsgewässer, mageren, trockenen Sandflächen und dazwischen liegenden Kontaktzonen.
- ND Die 2 Kirchhofbergahorne beim Friedhof Oberferrieden
- ND Die Burgthanner Alteiche beim Burgthanner Rathaus
- ND Die 3 Burgeichen am Burghang der Burg Thann
- ND Die Futterspiel Eiche zwischen Dörlbach und Rasch
- ND Dockelesgraben in einem Seitental der Schwarzach
- ND Die 4 Friedenslinden von Dörlbach

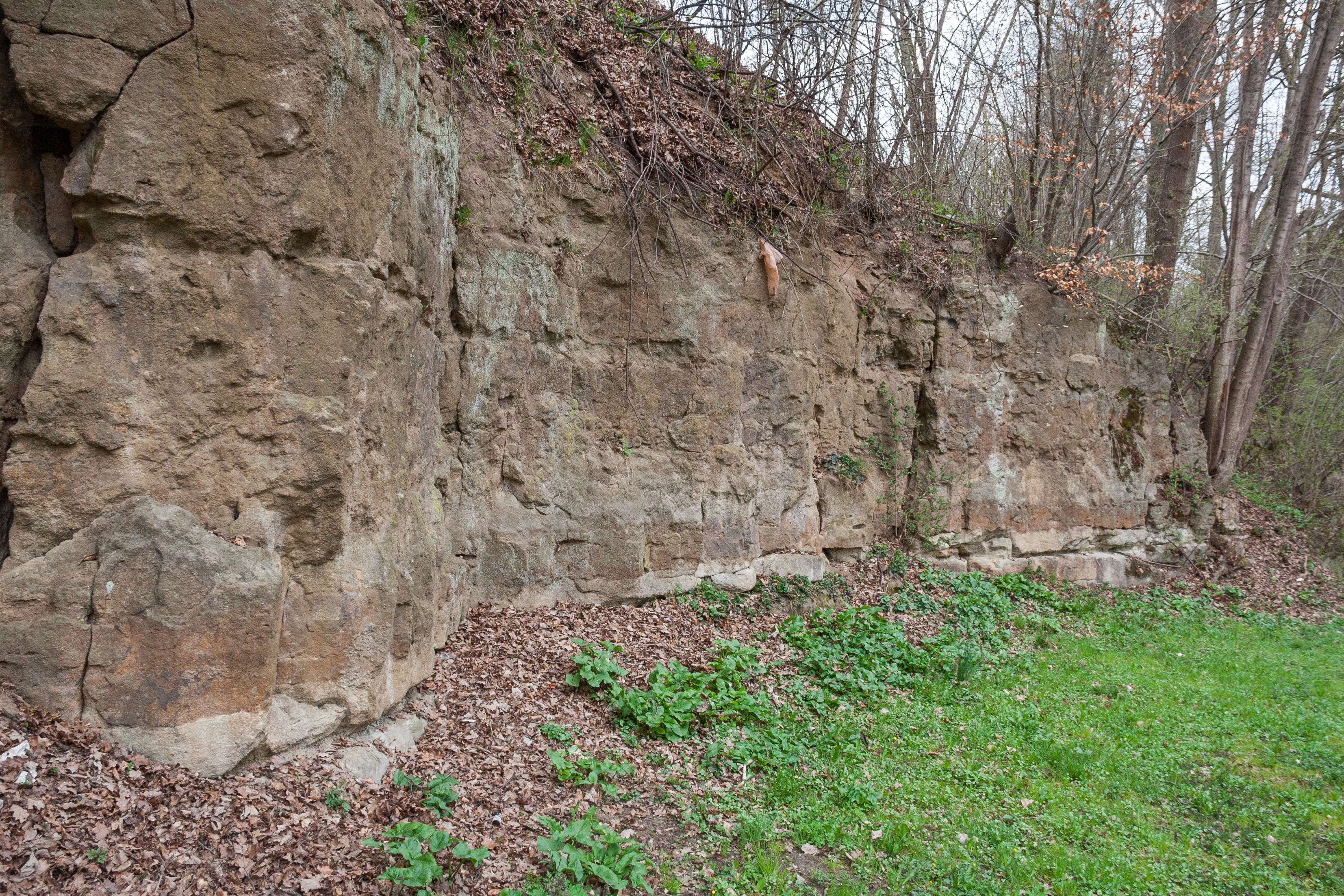
Straßeneinschnitt Burgthann

Ergänzend befinden sich im Gemeindegebiet zwei ausgewiesene Geotope. Neben dem Dörlbacher Einschnitt liegt nördlich und nahe dem Burgthanner Rathaus der Straßeneinschnitt unterhalb des Rathauses in Burgthann. Die Böschung ist hier auf einer Länge von 75 Metern aufgeschlossen. Die Sandsteinfelswand hat eine Höhe von bis zu 4 Metern. Die untere Hälfte der Wand wird den Rhätolias-Übergangsschichten zugeordnet und das Hangende besteht aus Arietensandstein.

## Natur
Nördlich von Heinleinshof befinden sich die Mantaweiher.

## Sport
In der Gemeinde gibt es einige örtliche Sportvereine, unter anderem den TSV Burgthann; im Winter werden über 30 Kilometer Langlaufloipen angelegt.

## Bildungseinrichtungen

### Kindergärten und -krippen
- Evangelischer Kindergarten Burgthann Die Kinderarche
- Evangelisches Kinderhaus Lichtblick Burgthann
- Evangelisches Haus der Kinder Mimberg Die Buchfinken
- Evangelischer Integrativer Kindergarten Oberferrieden Pfiffikus
- Evangelisches Haus für Kinder Unterferrieden Kleine Strolche
- Evangelischer Kindertagesstätte Ezelsdorf Die Ezelmäuse
- Evangelischer Kindergarten Schwarzenbach
- Waldkindergarten Grashüpfer bei Ezelsdorf
- Hort Burgthann (in der Grundschule)

### Schulen

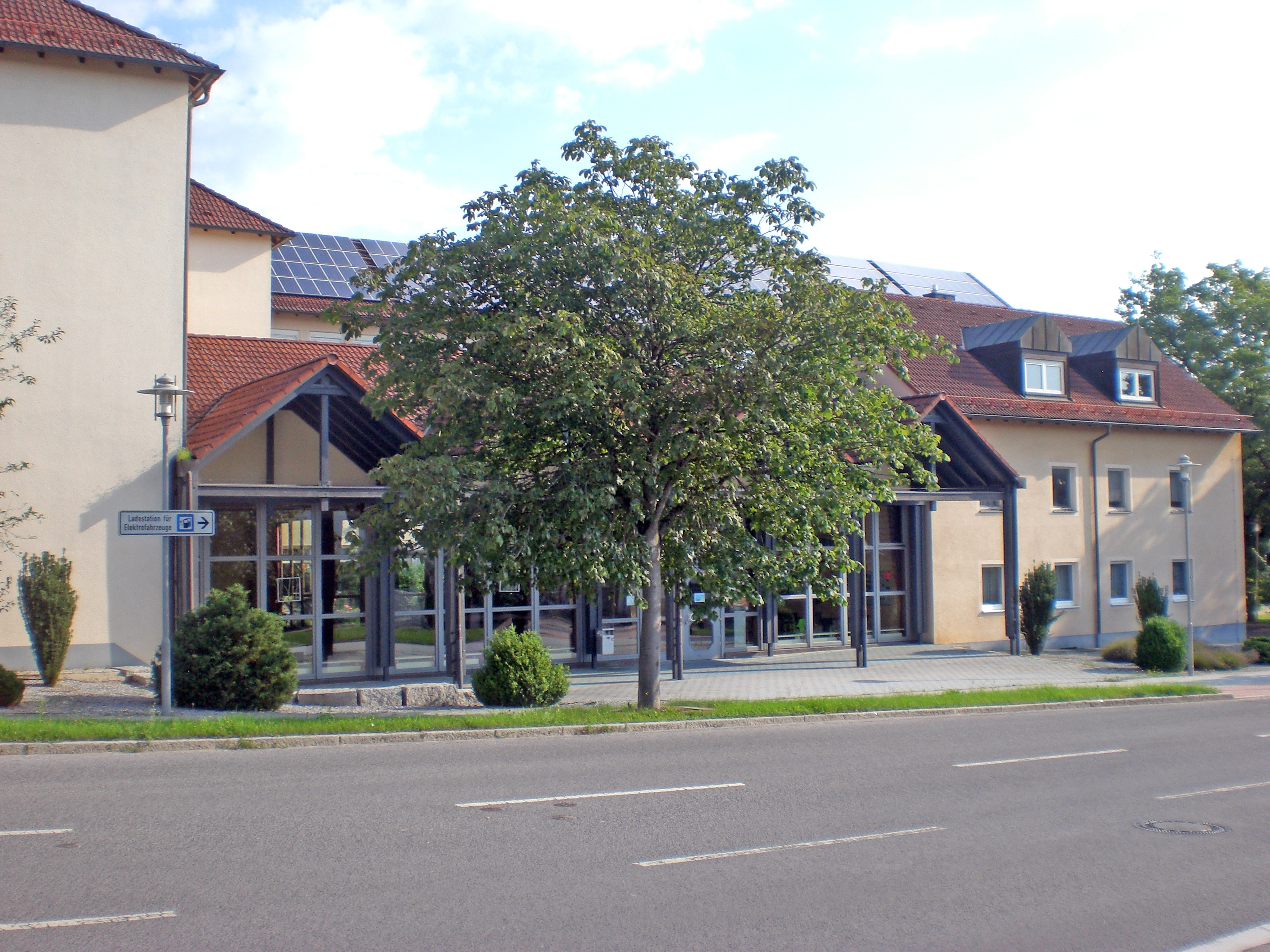
Mittelschule in Burgthann

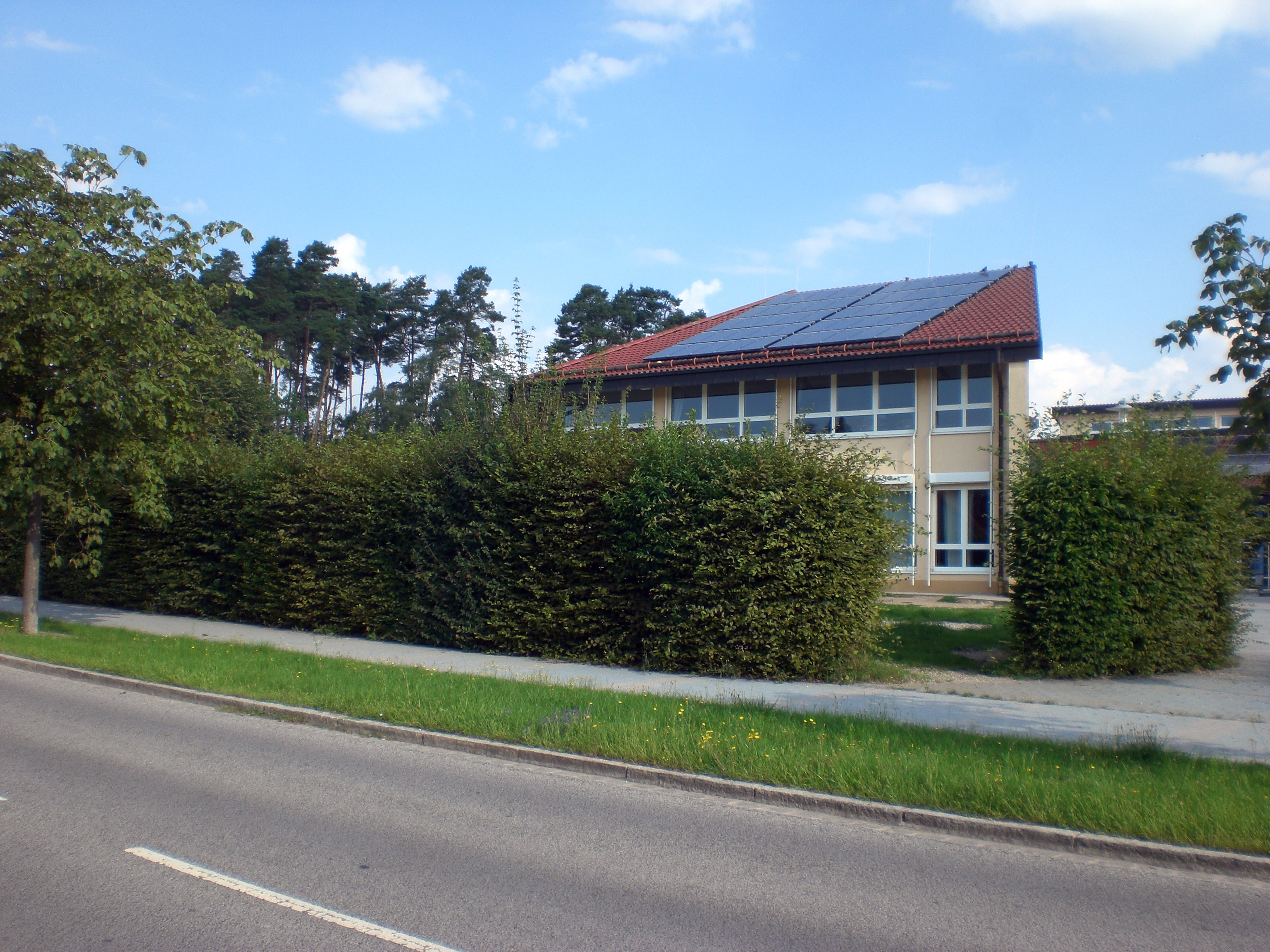
Grundschule in Burgthann

- Grundschule Burgthann
- Grundschule Ezelsdorf
- Grundschule Oberferrieden
- Mittelschule Burgthann

### Sonstige Bildungseinrichtungen
- Volkshochschule Schwarzachtal
- Haus der Musik Unterferrieden (Musikforum Burgthann e. V.)
- Gemeindebücherei Burgthann
- Öffentliche Evangelische Bücherei Oberferrieden, Nürnberger Straße 45

## Feuerwehren
In den Gemeindeteilen Burgthann, Ezelsdorf, Mimberg, Oberferrieden, Unterferrieden, Grub, Schwarzenbach und Pattenhofen gibt es Freiwillige Feuerwehren.
Seit 2003 haben die Feuerwehren von Ober- und Unterferrieden ein gemeinsames Feuerwehrhaus zwischen beiden Orten. Die beiden Feuerwehren sind aber weiterhin eigenständig organisiert.
Die Freiwillige Feuerwehr Burgthann bezog im Jahr 2006 ihr neues Feuerwehrhaus am Schaffeldweg, nachdem sie jahrzehntelang in einer umgebauten ehemaligen Sporthalle mit angebauter Fahrzeughalle untergebracht war.